# Albin Leo von Seebach

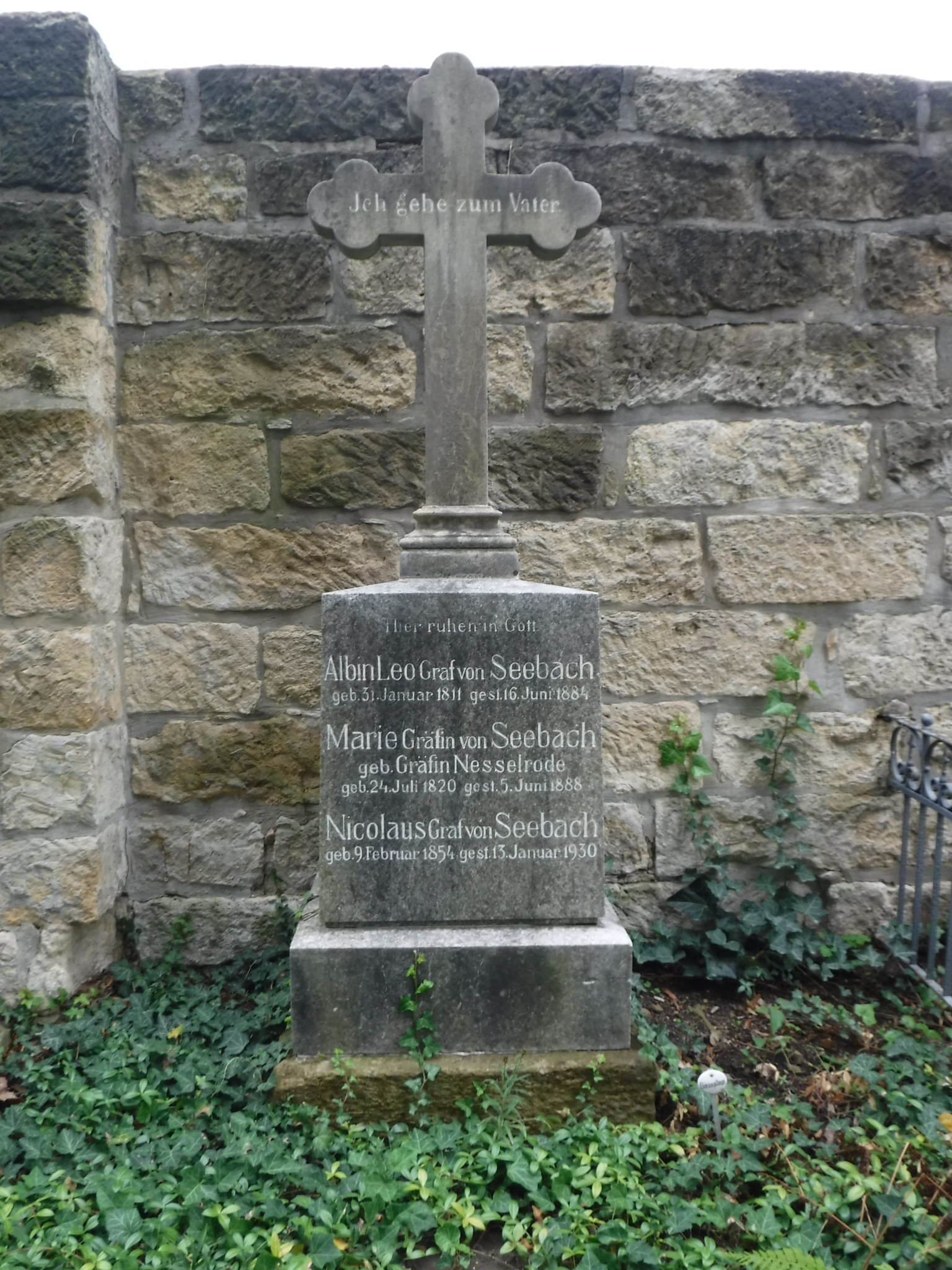
Das Grab von Albin Leo von Seebach, seiner Frau Marie von Nesselrode und deren Sohn Nikolaus auf dem Neuen Katholischen Friedhof in Dresden.

Albin Leo Graf von Seebach (* 31. Januar 1811 in Langensalza; † 16. Juli 1884 in Dresden) war ein deutscher Diplomat und Politiker. Seebach war königlich sächsischer Gesandter im Russischen Kaiserreich, im Kaiserreich Frankreich und im Königreich Italien. König Albert von Sachsen ernannte ihn 1875 zum Mitglied der ersten Kammer des Sächsischen Landtages.

## Leben

### Familie
Albin Leo Graf von Seebach entstammte dem alten, ursprünglich thüringischen Adelsgeschlecht von Seebach. Angehörigen der Familie wurde 1855 der Freiherrenstand bestätigt. Friedrich Thilo von Seebach (* 23. Februar 1782 in Altenburg; † 23. Januar 1870 in Dresden) wurde königlich sächsischer Oberst der Kavallerie und Generalintendant der Sächsischen Armee. Er heiratete am 9. Juni 1805 Elisabeth Sophia Luise Philippine Caroline Friederike von Seebach (* 9. Januar 1782; † 22. Januar 1852), eine entfernte Verwandte aus dem Haus Kammerforst. Sie waren die Eltern von Albin Leo. Sein älterer Bruder Camillo von Seebach wurde Staatsminister im Herzogtum Sachsen-Coburg und Gotha.

### Beruflicher Werdegang
Seebach erhielt zunächst von Hauslehrern Unterricht und besuchte später die Fürstenschule in Grimma, da sein Vater dort in Garnison stand. Im Anschluss trat er mit 14 Jahren in das sächsische Kadettenkorps in Dresden ein und wurde 1828 Junker bei der leichten Infanterie. Nach seiner Beförderung zum Leutnant wurde er zur Garde-Division versetzt, wo er Wachdienste im Dresdner Schloss leistete. Bereits während dieser Zeit beschäftigte er sich intensiv mit dem Studium neuerer Sprachen, vor allem der Russischen Sprache. 1834 nahm er für eine längere Zeit Urlaub, den er für ausgedehnte Reisen nach Paris, Konstantinopel und Sankt Petersburg nutzte. 1836 avancierte er zum Oberleutnant im Leipziger Schützenbataillon.
Nach einem Wechsel in den diplomatischen Dienst, wurde Seebach als Attaché und Hauptmann à la suite an die königlich sächsische Vertretung im Russischen Kaiserreich nach Sankt Petersburg versetzt, da er auf Grund seiner russischen Sprachkenntnisse als geeignet erschien. Mit der Abberufung von Carl August von Lützerode, dem sächsischen Gesandten in Russland, wurde Seebach 1839 zum Geschäftsträger der Gesandtschaft ernannt und im folgenden Jahr zum Ministerresidenten befördert. 1847 erfolgte Seebachs Rangerhöhung zum Außerordentlichen Gesandten und Bevollmächtigten Minister im Russischen Reich. Er war 1848 führend am Abschluss des Ehevertrages zwischen der Prinzessin Alexandra von Sachsen-Altenburg und dem Großfürsten Konstantin Nikolajewitsch Romanow beteiligt. Schon einige Jahre zuvor bat er um seine Entlassung aus dem sächsischen Militärdienst, die mit seiner Ernennung zum königlich sächsischen Kammerherren im Januar 1840 gewährt wurde. Ab dem Frühjahr 1849, mit der Berufung von Friedrich Ferdinand von Beust zum sächsischen Außenminister, wurde Seebach immer häufiger nach Dresden zurückberufen und mit diplomatischen Missionen betraut. So unter anderem während der Herbstkrise 1850, als er nach Warschau entsandt wurde, wo er um eine aktive Vermittlerrolle Russlands zwischen den beiden deutschen Großmächten Österreich und Preußen nachzusuchen sollte.
1852 wurde Seebach als sächsischer Außerordentlicher Gesandter und Bevollmächtigter Minister nach Frankreich an die sächsische Gesandtschaft nach Paris versetzt. Als solcher war er gleichzeitig bis 1862 in Brüssel, als sächsischer Vertreter im Königreich Belgien akkreditiert. Während seiner Arbeit in Paris erreichte der Krimkrieg mit der Belagerung von Sewastopol einen ersten Höhepunkt. Den Fall der Festung im September 1855 nahm der französische Kaiser Napoleon III. zum Anlass, Seebach nach Sankt Petersburg zu entsenden, um mit Russland erste diplomatische Kontakte wieder aufzunehmen. Frankreich, das zusammen mit Großbritannien und dem Königreich Sardinien, das Osmanische Reich im Kampf gegen Russland unterstützte, war an einer raschen Beendigung des Konfliktes interessiert. Seebach reiste im Dezember 1855 nach Sankt Petersburg, nun auch im offiziellen Auftrag der sächsischen Regierung. Er wurde zunächst vom russischen Staatskanzler Karl Robert von Nesselrode, seinem Schwiegervater, empfangen und traf später während einer mehrstündigen Audienz an Silvester 1855 den russischen Zaren Alexander II. um ihn von den Friedensabsichten der Alliierten zu überzeugen. Im Frühjahr 1856 begannen die Friedensgespräche, die mit dem Abschluss des Pariser Friedens im März 1856 beendet wurden. Für seine Verdienste wurde Seebach mit Großkreuz des sächsischen Verdienstordens ausgezeichnet. 1859 wurde er zum Wirklichen Geheimen Rat mit dem Titel Exzellenz ernannt. Im Mai 1860 besuchte der Komponist Richard Wagner, der Konzerte in der französischen Hauptstadt gab, Seebach in Paris. Die sächsische Regierung hatte ein Auslieferungsgebot, das für alle die Staaten des Deutschen Bundes galt, gegen Wagner verhängt, da er führend am Dresdner Maiaufstand 1849 beteiligt war. Wagner bat Seebach bei der sächsischen Regierung eine Amnestie für ihn zu erwirken. Seebach unterstütze den Komponisten am Dresdner Hof, aber König Johann von Sachsen war zunächst nicht gewillt, der Bitte nachzukommen. Erst nach einem Königstreffen in Baden-Baden mit Prinzregent Wilhelm von Preußen, dessen Frau Augusta und dem französischen Kaiser Napoleon III. konnte König Johann überzeugt werden. Seebach erfuhr am 22. Juli 1860 das Wagner das Gebiet des Deutschen Bundes, mit Ausnahme des Königreiches Sachsen, wieder unbehelligt betreten konnte, was er dem Komponisten auch sofort mitteilte. Im Dezember 1861 vertrat Seebach das sächsische Königshaus bei Königin Victoria in London während der Trauerfeierlichkeiten anlässlich des Todes von Victorias Gemahl Albert von Sachsen-Coburg und Gotha. Am 12. Dezember 1864 erhielt er von König Leopold II. von Belgien den erblichen Grafenstand, der am 21. Dezember 1865 von König Johann von Sachsen bestätigt wurde. Er war damit der Begründer der gräflichen Linie der Familie von Seebach. Im Mai 1865 war er in Paris als Vertreter des Königreiches Sachsen Mitunterzeichner des internationalen Telegraphenvertrages. 1867 wurde Seebach von König Johann beauftragt, den russischen Zaren Alexander II. zu beglückwünschen, da das gegen ihn gerichtete Attentat ein Jahr zuvor von Dmitri Wladimirowitsch Karakosow verhindert werden konnte. Der Zar weilte für einige Zeit in Paris, da er sich die Weltausstellung ansehen wollte. Seebach war der letzte königlich sächsische Gesandte in Frankreich. Mit Ausbruch des Deutsch-Französischen Krieges im Sommer 1870 wurde die sächsische Gesandtschaft geschlossen und 1871, nach der Gründung des Deutschen Kaiserreiches, endgültig aufgelöst. 
1871 erhielt Seebach die Ernennung zum Außerordentlichen Gesandten und Bevollmächtigten Minister nach Rom in das Königreich Italien, wo er bis 1875 tätig war. Im Anschluss trat er in den Ruhestand und zog sich auf seine Besitzungen in Unwürde in der Oberlausitz zurück. Nach dem Tod von Karl Adolf von Hohenthal im Oktober 1875, musste dessen Sitz in der ersten Kammer des Sächsischen Landtages neu vergeben werden. König Albert von Sachsen ernannte noch im Oktober 1875 Seebach zu Hohenthals Nachfolger in der ersten Kammer der Sächsischen Ständevertretung, als Vertreter der Rittergutsbesitzer, der er bis 1876 angehörte.
Albin Leo Graf von Seebach starb am 16. Juli 1884 vormittags, im Alter von 73 Jahren, in Dresden nach längerer Krankheit an einem Herzinfarkt. Er wurde am 20. Juli auf dem Neuen Katholischen Friedhof in Dresden bestattet. Sein Grab ist erhalten. Noch anderthalb Jahre vor seinem Tod konvertierte der lutherische Seebach zur römisch-katholischen Kirche, nachdem bereits seine Frau 1866 und auch ihre Kinder den Übertritt vollzogen hatten. Seebach war Inhaber zahlreicher Auszeichnungen, neben dem erwähnten sächsischen Verdienstorden war er Großoffizier der französischen Ehrenlegion, Träger des österreichischen Ordens der Eisernen Krone 1. Klasse, des preußischen Roten Adlerordens 2. Klasse, des Großkreuzes des Sachsen-Ernestinischen Hausordens, des russischen Ordens vom Weißen Adler und des Annenordens sowie Inhaber des osmanischen Mecidiye-Ordens 2. Klasse.
Während einer fünfmonatigen Reise in den 1830er Jahren nach Russland, bei der er unter anderem die Städte Sankt Petersburg, Moskau und Odessa besuchte, machte sich Seebach mit der russischen Literatur vertraut, die im übrigen Europa noch unbekannt war. Die Werke eines Autors, der 1825 in den Dekabristenaufstand verwickelt war und der nach Sibirien verbannt wurde, übersetzte er ins Deutsche und gab sie 1837 auch selbst heraus.

### Ehe und Nachkommen
Albin Leo Graf von Seebach heiratete am 13. Oktober 1839 die Gräfin Marie Karlowna von Nesselrode-Ereshofen (* 24. Juli 1820; † 5. Juni 1888 in Dresden), die zweite Tochter des russischen Staatskanzlers Karl Robert von Nesselrode und eine Cousine von Maria Kalergis. Aus der Ehe gingen drei Söhne und eine Tochter hervor. Der Erstgeborene Karl Friedrich Alexander (* 6. Dezember 1841 In Sankt Petersburg) starb unverheiratet am 10. Juni 1902 in Genf als königlich sächsischer Oberleutnant außer Dienst. Sein jüngerer Bruder Leo fiel am 3. Juli 1866 als kaiserlich österreichischer Leutnant in der Schlacht bei Königgrätz. Der Letztgeborene Nikolaus wurde Generaldirektor der Königlich-sächsischen musikalischen Kapelle und war Intendant des Dresdner Hoftheaters, der heutigen Semperoper. Auch er starb, ohne Nachkommen zu hinterlassen.
Die einzige Tochter Marie (* 13. April 1843 in Rom; † 11. Februar 1902 in Paris) heiratete am 13. August 1863 auf dem elterlichen Gut in Unwürde den königlich dänischen Kammerherren und Außerordentlichen Gesandten und Bevollmächtigten Minister von Dänemark in Paris Gebhard Léon von Moltke-Huitfeldt (* 23. April 1829 in Paris; † 28. November 1896 in Paris). Das Paar hatte zwei Söhne und eine Tochter.

## Veröffentlichungen
- Russische Novellen und Skizzen. Theodor Fischer, Leipzig 1837, (Digitalisat.)